# Кридор (Саскачеван)
Кридор (англ. Krydor) — село в канадській провінції Саскачеван у складі сільського муніципалітету Редберрі № 435 і відділу перепису № 16. Назва громади є поєднанням імен двох ранніх поселенців Петра Крисака та Теодора Луцика (КРИсак + теоДОР). Петро Крисак також працював першим поштмейстером з 1 вересня 1911 року до 7 липня 1913 року.

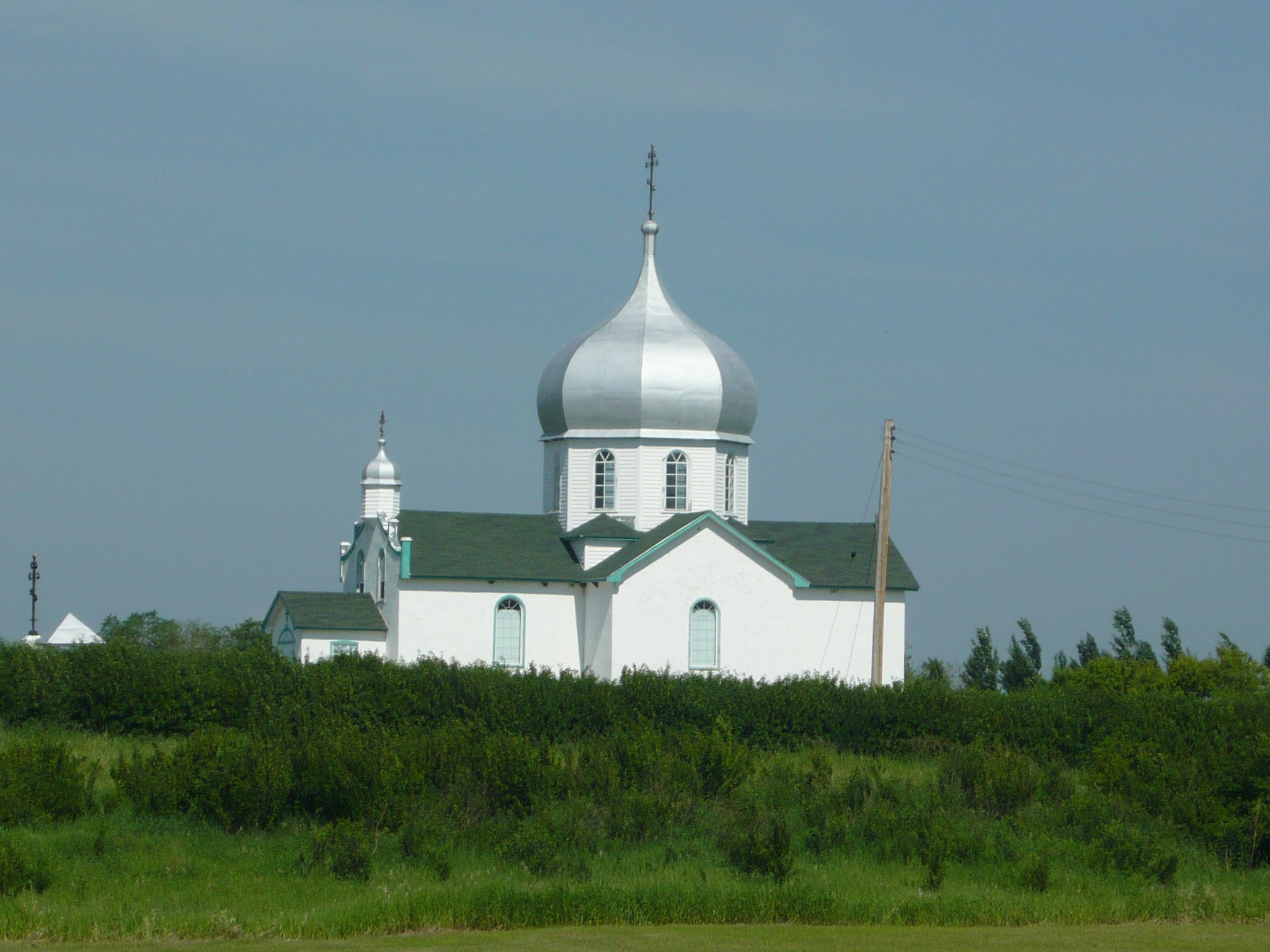
Українська Православна Церква, Кридор

25 серпня 1914 року Кридору було надано статус села.

## Населення
Згідно з переписом населення 2021 року, проведеним Статистичною службою Канади, населення Кридору становило 15 осіб, які проживали в 15 із 25 приватних будинків, що є зміною на 0% від 15 осіб у 2016 році. При земельній ділянці 0,94 км2, щільність населення становила 16,0 осіб/км2  у 2021 році.
У переписі населення 2016 року в селі Кридор було зафіксовано 15 осіб, які проживали в 12 із 24 приватних будинків, так само як і в 2011 році. При земельній ділянці 0,82 км2, щільність населення у 2016 році становила 18,3 осіб/км2.

## Відомі люди
- Майк Костюк (1 серпня 1919 — 26 липня 2015) — нападаючий Національної футбольної ліги.
- Дерріл Мельник (24 липня 1971 р. – донині) — національний чемпіон з Фастболу 1993 р.
- Стефан Воробець (14 грудня 1914 — 2 лютого 2006) — 13-й віце-губернатор Саскачевану.